# Hugo Mallo
Hugo Mallo Novegil (Marín, 22 de junho de 1991) é um futebolista espanhol que atua como lateral-direito. Atualmente joga no Aris, da Superliga Grega.
Sem contar com as categorias de base, Mallo jogou durante 13 anos no Celta de Vigo, clube onde foi ídolo e considerado uma lenda, sendo o terceiro com mais partidas (449), atrás apenas de Iago Aspas e Manolo.

## Carreira

### Celta de Vigo
Produto das categorias de base do Celta de Vigo, estreou como profissional na equipe em 2009. Após o período na Liga Adelante, tornou-se o lateral-direito titular da equipe galega. Foram 449 partidas e 12 gols pelo clube espanhol, deixando o clube em 2023 como o terceiro jogador que mais vestiu sua camisa.

### Internacional
Em 14 de agosto de 2023, Hugo Mallo foi anunciado oficialmente pelo Internacional. Livre no mercado, o jogador chegou gratuitamente após deixar o Celta de Vigo depois de longos 14 anos no clube. Hugo tornou-se o primeiro espanhol a atuar pelo clube gaúcho.
Sua estreia foi no dia 19 de agosto, contra o Fortaleza, em partida válida pela 20ª rodada do Campeonato Brasileiro. Na ocasião, o time de Hugo foi derrotado pelo placar mínimo. Hugo Mallo marcou seu primeiro gol pelo Internacional no dia 27 de setembro, no jogo de ida da semifinal da Libertadores contra o Fluminense no Maracanã, partida que terminou empatada em 2–2.
Após uma temporada, o jogador pediu para não renovar seu contrato, voltando a Espanha em julho de 2024.

### Aris
Em 3 de agosto de 2024, Hugo Mallo foi anunciado oficialmente pelo Aris, da Grécia.